# Roch Michał Jabłonowski
Roch Michał Jabłonowski  herbu Grzymała (ok. 1712–1780) – kasztelan wiślicki od 1757 roku, starosta bulkowski,  starosta korsuński, komisarz z Senatu Komisji Skarbowej Koronnej w 1765 roku, galicyjski hrabia od 1779.
Był konsyliarzem konfederacji generalnej 1764 roku. W 1764 roku był elektorem  Stanisława Augusta Poniatowskiego z województwa sandomierskiego. W 1764 roku został wyznaczony senatorem rezydentem.

## Życiorys
W 1766 został kawalerem Orderu Świętego Stanisława. Był członkiem konfederacji radomskiej 1767  roku. 
23 października 1767 wszedł w skład delegacji Sejmu, wyłonionej pod naciskiem posła rosyjskiego Nikołaja Repnina, powołanej w celu określenia ustroju Rzeczypospolitej.
Wspierał konfederację barską i przez długi czas, w jego chylącym się ku ruinie zamku odrzykońskim; stacjonowały oddziały konfederatów. Jako senator podpisał traktat wieczystej przyjaźni pomiędzy Rosją a Rzecząpospolitą (1768).

## Pochodzenie
Był synem chorążego trembowelskiego  Stanisława Jabłonowskiego i Katarzyny Bogatkównej – starościanki kiślackiej, córki Kazimierza Bogatko. Jego macochą została Anna Komorowska.

## Małżeństwa i potomstwo
Jego pierwszą żoną była Magdalena z domu Scipio del Campo, córka Józefa, marszałka nadwornego litewskiego, i Wereny z Firlejów, dziedziczka Odrzykonia.
Ożenił się ponownie w Ciechanowcu w 1761 roku, z księżniczką 
Katarzyną Ossolińską (1743–1807), córką księcia Tomasza Ossolińskiego (1716–1791) i siostrą Franciszka Maksymiliana Ossolińskiego, starosty ruskiego.
Córka jego Anna Jabłonowska została poślubiona przez Stanisława Wodzickiego (1764–1843) – wojewodę Królestwa Polskiego i prezesa Rzeczypospolitej Krakowskiej, dziedzica dóbr Złota, Niedźwiedź, Wawrowice i Morawica.
Jego syn Józef Jabłonowski (zm. 1821) – starosta korsuński, ożeniony z Marią Świdzińską (córką Michała, kasztelana radomskiego), odziedziczył po ojcu zamek Odrzykoń i Korczynę w 1796.
Jego córka Teresa Jabłonowska (zm. 1807, bezpotomna); w 1785 r. wyszła za mąż za Józefa Maksymiliana Ossolińskiego (1754–1826).
Za zgodą jego syna jako właściciela w latach 1807–1809 przystąpiono do rozbiórki muru otaczającego dziedziniec wschodni zamku.
Wnuk jego hr. Leon Jabłonowski (zm. 1844) odziedziczył Odrzykoń i przyległe miejscowości: Bratkówkę, Krościenko, Czarnorzeki, Krasne.